# Diego Ribas da Cunha
Diego Ribas da Cunha (Ribeirão Preto, 28 februari 1985) – voetbalnaam Diego – is een Braziliaans betaald voetballer die bij voorkeur op het middenveld speelt. Hij tekende in juli 2016 een driejarig contract bij Flamengo, dat hem overnam van Fenerbahçe. Diego debuteerde in april 2003 in het Braziliaans voetbalelftal, waarvoor hij meer dan dertig interlands speelde.

## Clubcarrière
Diego begon met clubvoetbal bij de amateurclubs Comercial Ribeirão Preto en Paulistinha São Carlos. Op twaalfjarige leeftijd werd hij gescout door Santos, waarvoor hij van 1997 tot en met 2004 speelde, eerst in de jeugd en later in het eerste team. Met een jong elftal werd de club in 2002 en 2004 kampioen van Brazilië en tweede in de strijd om de CONMEBOL Libertadores van 2003. Dit team bevatte naast Diego onder anderen Robinho, Alex en Renato. In 2004 werd Diego voor 8 miljoen euro door UEFA Champions League-winnaar FC Porto gecontracteerd, als opvolger van Deco. Met de Portugese club won hij de Supertaça Cândido de Oliveira (2004), de wereldbeker voor clubteams (2004) en de Primeira Liga (2006).
Na twee seizoenen vertrok Diego voor 6 miljoen euro naar Werder Bremen. Met deze transfersom werd de Braziliaan de duurste aankoop uit de clubgeschiedenis van de Noord-Duitse club. Bij Werder Bremen volgde hij als spelverdeler Johan Micoud op. In september en oktober 2006 werd Diego verkozen tot Fußballer des Monats (voetballer van de maand), met als resultaat dat hij ook werd verkozen tot beste speler in de eerste seizoenshelft van Bundesliga-seizoen 2006/07. Hij ging daarbij zijn ploeggenoten Miroslav Klose en Torsten Frings voor.
Op 26 mei 2009 bereikten Juventus en Werder Bremen een akkoord over een transfer van Diego. De transfersom voor de Braziliaan kon oplopen tot 27 miljoen euro, met een minimum van 24,5 miljoen euro te betalen in drie termijnen. De andere 2,5 miljoen euro waren onderdeel van een afspraak gebaseerd op eventuele behaalde sportieve doelstellingen. De toen 24-jarige Diego tekende voor vijf jaar in Turijn.
Na een seizoen in de Serie A keerde Diego terug naar de Bundesliga. Naar verluidt betaalde VfL Wolfsburg 15,5 miljoen euro aan Juventus. Diego tekende ditmaal een contract voor vier jaar. Diego werd in seizoen 2011/12 verhuurd aan Atlético Madrid. Na het seizoen 2013/14 tekende Diego voor drie seizoenen bij Fenerbahçe. Daarvoor speelde hij in de volgende twee jaar meer dan vijftig wedstrijden in de Süper Lig, waarin hij in beide jaren op de tweede plaats eindigde met de club.
Diego tekende in juli 2016 een driejarig contract bij Flamengo, actief in de Campeonato Brasileiro Série A. Hij won tot dusver eenmaal het Braziliaans landskampioenschap, driemaal het staatskampioenschap van Rio de Janeiro, eenmaal de Braziliaanse supercup, eenmaal de CONMEBOL Libertadores en eenmaal de CONMEBOL Recopa.

## Clubstatistieken
| Seizoen | Club              | Competitie       | Duels | Goals |
| ------- | ----------------- | ---------------- | ----- | ----- |
| 2002    | Santos            | Série A          | 22    | 8     |
| 2003    | Santos            | Série A          | 33    | 9     |
| 2004    | Santos            | Série A          | 9     | 4     |
| 2004/05 | FC Porto          | Primeira Liga    | 3     | 3     |
| 2005/06 | FC Porto          | Primeira Liga    | 19    | 1     |
| 2006/07 | Werder Bremen     | Bundesliga       | 33    | 13    |
| 2007/08 | Werder Bremen     | Bundesliga       | 30    | 13    |
| 2008/09 | Werder Bremen     | Bundesliga       | 21    | 12    |
| 2009/10 | Juventus          | Serie A          | 33    | 5     |
| 2010/11 | VfL Wolfsburg     | Bundesliga       | 30    | 6     |
| 2011/12 | → Atlético Madrid | Primera División | 30    | 3     |
| 2012/13 | VfL Wolfsburg     | Bundesliga       | 32    | 10    |
| 2013/14 | VfL Wolfsburg     | Bundesliga       | 15    | 3     |
| 2013/14 | Atlético Madrid   | Primera División | 13    | 1     |
| 2014/15 | Fenerbahçe        | Süper Lig        | 25    | 3     |
| 2015/16 | Fenerbahçe        | Süper Lig        | 28    | 2     |
| 2016    | CR Flamengo       | Série A          | 17    | 6     |
| 2017    | CR Flamengo       | Série A          | 25    | 9     |
| Totaal  | Totaal            | Totaal           | 418   | 111   |

## Interlandcarrière

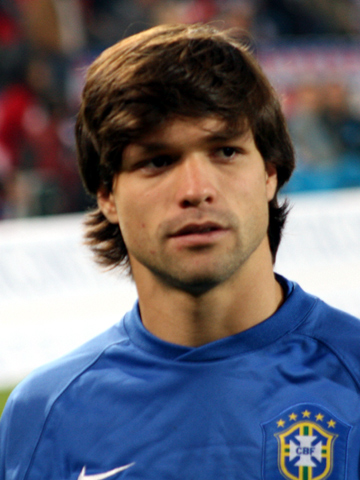
Als Braziliaans international

Diego debuteerde op 30 april 2003 in het Braziliaans voetbalelftal. Met het elftal onder 17 behaalde hij in 2001 de Zuid-Amerikaanse titel. In 2004 volgde op de Copa América de Zuid-Amerikaanse titel met het nationale elftal. Na zijn overgang naar FC Porto verloor Diego zijn plaats in de Seleção en ontbrak hij in zowel de selectie voor de FIFA Confederations Cup 2005 als voor het wereldkampioenschap voetbal 2006. Door zijn spel bij Werder Bremen werd Diego vanaf oktober 2006 weer opgeroepen voor het Braziliaans elftal. Op 15 juli 2007 won hij met Brazilië de Copa América 2007 door Argentinië in de finale met 3–0 te verslaan. Een WK-kwalificatiewedstrijd tegen Bolivia (0–0) op 10 september 2008 was Diego's 33ste en laatste interland.
| Interlands van Diego Ribas da Cunha voor Brazilië | Interlands van Diego Ribas da Cunha voor Brazilië | Interlands van Diego Ribas da Cunha voor Brazilië | Interlands van Diego Ribas da Cunha voor Brazilië | Interlands van Diego Ribas da Cunha voor Brazilië | Interlands van Diego Ribas da Cunha voor Brazilië |
| №                                                 | Datum                                             | Wedstrijd                                         | Uitslag                                           | Competitie                                        | Goals                                             |
| ------------------------------------------------- | ------------------------------------------------- | ------------------------------------------------- | ------------------------------------------------- | ------------------------------------------------- | ------------------------------------------------- |
| 1                                                 | 30 Apr 2003                                       | Mexico – Brazilië                                 | 0–0                                               | Oefeninterland                                    |                                                   |
| 2                                                 | 13 Jul 2003                                       | Mexico – Brazilië                                 | 1–0                                               | CONCACAF Gold Cup                                 |                                                   |
| 3                                                 | 15 Jul 2003                                       | Brazilië – Honduras                               | 2–1                                               | CONCACAF Gold Cup                                 |                                                   |
| 4                                                 | 19 Jul 2003                                       | Colombia – Brazilië                               | 0–2                                               | CONCACAF Gold Cup                                 |                                                   |
| 5                                                 | 23 Jul 2003                                       | Verenigde Staten – Brazilië                       | 1–1                                               | CONCACAF Gold Cup                                 |                                                   |
| 6                                                 | 27 Jul 2003                                       | Mexico – Brazilië                                 | 1–0                                               | CONCACAF Gold Cup                                 |                                                   |
| 7                                                 | 07 Sep 2003                                       | Colombia – Brazilië                               | 1–2                                               | WK-kwalificatie                                   |                                                   |
| 8                                                 | 08 Jul 2004                                       | Brazilië – Chili                                  | 1–0                                               | Copa América                                      |                                                   |
| 9                                                 | 11 Jul 2004                                       | Brazilië – Costa Rica                             | 4–1                                               | Copa América                                      |                                                   |
| 10                                                | 14 Jul 2004                                       | Brazilië – Paraguay                               | 1–2                                               | Copa América                                      |                                                   |
| 11                                                | 21 Jul 2004                                       | Brazilië – Uruguay                                | 1–1                                               | Copa América                                      |                                                   |
| 12                                                | 25 Jul 2004                                       | Argentinië – Brazilië                             | 2–2                                               | Copa América                                      |                                                   |
| 13                                                | 15 Nov 2006                                       | Zwitserland – Brazilië                            | 1–2                                               | Oefeninterland                                    |                                                   |
| 14                                                | 06 Feb 2007                                       | Portugal – Brazilië                               | 2–0                                               | Oefeninterland                                    |                                                   |
| 15                                                | 24 Mar 2007                                       | Brazilië – Chili                                  | 4–0                                               | Oefeninterland                                    |                                                   |
| 16                                                | 27 Mar 2007                                       | Brazilië – Ghana                                  | 1–0                                               | Oefeninterland                                    |                                                   |
| 17                                                | 01 Jun 2007                                       | Engeland – Brazilië                               | 1–1                                               | Oefeninterland                                    |                                                   |
| 18                                                | 05 Jun 2007                                       | Brazilië – Turkije                                | 0–0                                               | Oefeninterland                                    |                                                   |
| 19                                                | 27 Jun 2007                                       | Brazilië – Mexico                                 | 0–2                                               | Copa América                                      |                                                   |
| 20                                                | 04 Jul 2007                                       | Brazilië – Ecuador                                | 1–0                                               | Copa América                                      |                                                   |
| 21                                                | 10 Jul 2007                                       | Brazilië – Uruguay                                | 2–2                                               | Copa América                                      |                                                   |
| 22                                                | 15 Jul 2007                                       | Argentinië – Brazilië                             | 0–3                                               | Copa América                                      |                                                   |
| 23                                                | 22 Aug 2007                                       | Brazilië – Algerije                               | 2–0                                               | Oefeninterland                                    |                                                   |
| 24                                                | 09 Sep 2007                                       | Verenigde Staten – Brazilië                       | 2–4                                               | Oefeninterland                                    |                                                   |
| 25                                                | 17 Oct 2007                                       | Brazilië – Ecuador                                | 5–0                                               | WK-kwalificatie                                   |                                                   |
| 26                                                | 06 Feb 2008                                       | Ierland – Brazilië                                | 0–1                                               | Oefeninterland                                    |                                                   |
| 27                                                | 26 Mar 2008                                       | Brazilië – Zweden                                 | 1–0                                               | Oefeninterland                                    |                                                   |
| 28                                                | 31 May 2008                                       | Brazilië – Canada                                 | 3–2                                               | Oefeninterland                                    |                                                   |
| 29                                                | 06 Jun 2008                                       | Brazilië – Venezuela                              | 0–2                                               | Oefeninterland                                    |                                                   |
| 30                                                | 15 Jun 2008                                       | Paraguay – Brazilië                               | 2–0                                               | WK-kwalificatie                                   |                                                   |
| 31                                                | 18 Jun 2008                                       | Brazilië – Argentinië                             | 0–0                                               | WK-kwalificatie                                   |                                                   |
| 32                                                | 07 Sep 2008                                       | Chili – Brazilië                                  | 0–3                                               | WK-kwalificatie                                   |                                                   |
| 33                                                | 10 Sep 2008                                       | Brazilië – Bolivia                                | 0–0                                               | WK-kwalificatie                                   |                                                   |

## Erelijst
Santos
- Campeonato Brasileiro Série A: 2002, 2004

 FC Porto
- Primeira Liga: 2005/06
- Supertaça Cândido de Oliveira: 2004
- Wereldbeker voor clubteams: 2004

 Werder Bremen
- DFB-Pokal: 2008/09
- DFB-Ligapokal: 2006

 Atlético Madrid
- Primera División: 2013/14
- UEFA Europa League: 2011/12

 Flamengo
- Campeonato Brasileiro Série A: 2019
- Supercopa do Brasil: 2020
- Copa do Brasil: 2022
- Campeonato Carioca: 2017, 2019, 2020, 2021
- CONMEBOL Libertadores: 2019
- CONMEBOL Recopa: 2020

 Brazilië
- CONMEBOL Copa América: 2004, 2007

Individueel
- Tor des Jahres: 2007
- kicker Bundesliga Team van het Seizoen: 2006/07, 2007/08
- Bundesliga Meeste Assists: 2007/08
- UEFA Europa League Meeste Assists: 2011/12
- Campeonato Brasileiro Série A Team van het Jaar: 2016
- Campeonato Carioca Team van het Jaar: 2017
- Copa do Brasil Beste Speler: 2017

1 Júlio César ·
2 Mancini ·
3 Luisão ·
4 Juan ·
5 Renato ·
6 Gustavo Nery ·
7 Adriano ·
8 Kléberson ·
9 Luís Fabiano ·
10 Alex ·
11 Edu ·
12 Fábio ·
13 Maicon ·
14 Bordon ·
15 Cris ·
16 Dudu Cearense ·
17 Adriano C. ·
18 Júlio Baptista ·
19 Diego ·
20 Felipe ·
19 Ricardo Oliveira ·
20 Vágner Love ·
Coach: Parreira
1 Helton ·
2 Maicon ·
3 Alex ·
4 Juan ·
5 Mineiro ·
6 Gilberto Melo ·
7 Elano ·
8 Gilberto Silva  ·
9 Vágner Love ·
10 Diego ·
11 Robinho ·
12 Doni ·
13 Dani Alves ·
14 Alex Silva ·
15 Naldo ·
16 Kléber ·
17 Josué ·
18 Fernando Menegazzo ·
19 Júlio Baptista ·
20 Anderson ·
21 Afonso Alves ·
22 Fred ·
Coach: Dunga
1 Diego Alves ·
2 Rafinha ·
3 Alex Silva ·
4 Thiago Silva ·
5 Hernanes ·
6 Marcelo ·
7 Anderson ·
8 Leiva ·
9 Alexandre Pato ·
10 Ronaldinho  ·
11 Ramires ·
12 Renan ·
13 Ilsinho ·
14 Breno ·
15 Diego ·
16 Thiago Neves ·
17 Rafael Sóbis ·
18 Jô ·
Coach: Dunga